# Зелёные ящерицы
Зелёные ящерицы, или настоящие ящерицы (лат. Lacerta), — род пресмыкающихся из семейства настоящих ящериц.
Крупные ящерицы: размеры тела до 70—160 мм. Спина взрослых особей часто имеет ярко-зелёную фоновую окраску, брюхо желтоватое, у молодых ящериц белое. Наблюдается половой диморфизм в окраске спины.

## Классификация
В состав рода в настоящее время включают 10 видов:
- Lacerta agilis — Прыткая ящерица, или проворная ящерица, или обыкновенная ящерица
- Lacerta bilineata
- Lacerta citrovittata
- Lacerta diplochondrodes
- Lacerta media — Средняя ящерица
- Lacerta pamphylica
- Lacerta schreiberi — Иберийская ящерица
- Lacerta strigata — Полосатая ящерица
- Lacerta trilineata — Трёхлинейчатая ящерица[K 1]
- Lacerta viridis — Зелёная ящерица

Род Lacerta является одним из «исторических», в разное время в его состав включали более 200 современных видов. В течение второй половины XX века из состава этого рода выделили несколько новых родов настоящих ящериц: Darevskia, Iberolacerta, Timon и др.